# Караве
Караве (греч. Καραβέ) — деревня в Греции, на острове Гавдос. В административном отношении входит в состав общины (дима) Гавдос периферийной единицы Ханья периферии Крит.

## География
Деревня находится в северо-восточной части острова, на расстоянии примерно 104 километров (по прямой) к юго-западу от города Ираклион, административного центра периферии. Абсолютная высота — 0 метров над уровнем моря.

## Население
По данным 2011 года численность населения деревни составляла 21 человек.
| Год  | Население, человек |
| ---- | ------------------ |
| 1991 | 56                 |
| 2001 | 16                 |
| 2011 | 21                 |

## Транспорт
Транспортное сообщение населённых пунктов Гавдоса с Критом осуществляется посредством теплоходов. Ближайший гражданский аэропорт — Иоаннис Даскалояннис.